# Bohumil Joska
Bohumil Joska (4. července 1907 Žižkov – 25. července 1979) byl český fotbalista, útočník, československý reprezentant.

## Fotbalová kariéra
V československé lize hrál za Viktorii Žižkov, Nuselský SK, SK Slavia Praha a SK Náchod. Dal 50 ligových gólů. Pětinásobný mistr Československa, a to v letech 1929, 1930, 1931, 1933 a 1934, vždy se Slavií Praha. Za československou reprezentaci odehrál 1 utkání (přátelský zápas s Portugalskem), gól v něm tento útočník nevstřelil.

## Ligová bilance
| Ročník                                       | Zápasy | Góly | Klub            |
| -------------------------------------------- | ------ | ---- | --------------- |
| Středočeská 1. liga 1925/26                  | 6      | 3    | Viktoria Žižkov |
| Kvalifikační soutěž Středočeské 1. ligy 1927 | -      | 0    | Nuselský SK     |
| Středočeská 1. liga 1927/28                  | -      | 0    | SK Slavia Praha |
| Středočeská 1. liga 1928/29                  | -      | 10   | SK Slavia Praha |
| 1. asociační liga 1929/30                    | -      | 11   | SK Slavia Praha |
| 1. asociační liga 1930/31                    | 6      | 5    | SK Slavia Praha |
| 1. asociační liga 1931/32                    | -      | 4    | SK Slavia Praha |
| 1. asociační liga 1932/33                    | -      | 4    | SK Slavia Praha |
| 1. asociační liga 1933/34                    | -      | 0    | SK Slavia Praha |
| 1. asociační liga 1933/34                    | -      | 1    | SK Náchod       |
| Divize 1934/35                               | -      | -    | SK Náchod       |
| Státní liga 1935/36                          | -      | 8    | SK Náchod       |
| CELKEM                                       | -      | 50   |                 |